# 北103線
北103線，是位於新北市的一條區道，北起新北市新店區大坪林，南至新北市新店區新店，全長3.652公里。

## 路線說明
新北市
- 新店區：大坪林0.0k（起點， 市道106號岔路）→ 中興路 → 新店3.652k（終點， 台9線岔路）

## 交流道
- 新店交流道

## 連接道路
- 台9線 （北宜路）
- 市道106號 （寶慶街）
- 北96線 （民權路）
- 北98線 （寶橋路）
- 北101線 （中正路）

## 沿線設施
- 宏達國際電子總部
- 裕隆城
- 家樂福新店店
- 臺灣臺北地方法院新店辦公大樓
- 五峰國中